# Veja (marque)
Pour les articles homonymes, voir Veja.
Veja (signifiant « regarde » en portugais, mais dont le nom officiel est « Veja Fair Trade ») est une marque de baskets écologiques issues du commerce équitable dont le siège social est en France. Créée en 2004 par François-Ghislain Morillion et Sébastien Kopp, respectivement diplômés d'HEC et de l'université Paris-Dauphine, l'entreprise Veja fait vivre depuis nombre d'associations au Brésil et en France. 

## Historique
L'idée germe à New York lors d'une rencontre entre deux étudiants d'HEC, Sébastien Kopp et François-Ghislain Morillion. La marque se veut une alternative aux actions des ONG dénonçant l'usage des pesticides pour le coton ou la sous-traitance réalisée en Asie dans des conditions déplorables. Veja est lancée en février 2005 au Palais de Tokyo à Paris. Une boutique parisienne, un concept store multi-marques et multi-produits nommé Centre Commercial, est ouverte en 2010. La société vend 550 000 paires dans le monde en 2017, puis 4 millions en 2023. À partir de 2024, quelques modèles sont fabriqués au Portugal afin de relocaliser en Europe.

### Collaborations
Depuis 2006, l'entreprise signe de multiples collaborations, dont la première s'effectue auprès de CMC avec Agnès b., puis Bonpoint en 2013, Doolittle, Sky Rainforest Rescue, Lily Cole, Starcow en 2014, Jacadi, Diapers and Milk, Bobo Choses en 2015, Bleu de Paname, G.Kero en 2016, etc. En 2019, Veja collabore avec Madewell pour la troisième fois, Hundred Pieces, Lemaire, Bleu de Paname et Rick Owens et en mars 2022, avec Marni.
Veja expose sur ses baskets les photos aériennes du scientifique Greg Asner (en). Professeur à l'université de Stanford, Greg Asner survole les coins les plus reculés de la forêt amazonienne à bord d'un avion rempli de matériel photographique, ce qui lui permet de créer une cartographie inédite d'espèces inconnues et d'explorer les limites de la biodiversité,.
Lors de la sortie du film de Luc Jacquet, Il était une forêt, le 13 novembre 2013, Veja s'associe a l'évènement dont le sujet porte sur les forêts tropicales primaires découlant des enjeux écologiques majeurs.
Trois ans plus tard, la marque ouvre un magasin éphémère à New York afin d'investir commercialement aux États-Unis.

### Collections

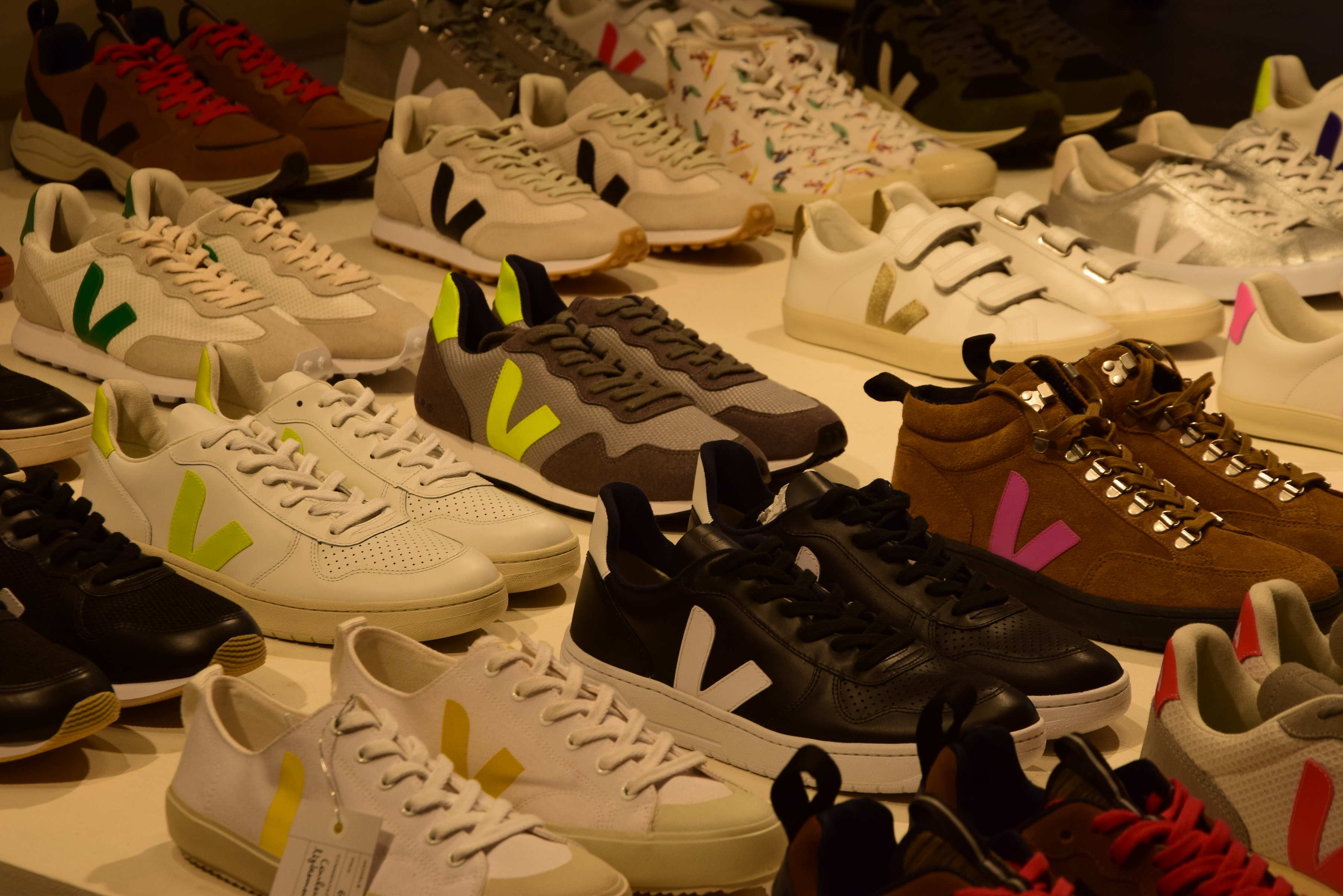
Chaussures Veja.

À la suite du lancement de la première collection de baskets en cuir / tannage végétal en 2006, la collection enfant naît en 2008.
La ligne de sacs « Projet Numéro Deux » est inaugurée en 2012.

## Responsabilité environnementale et sociale

### Matières premières
L'usine fabriquant les produits de la marque se situe au Brésil, dans la région de Porto Alegre, à proximité des lieux d'exploitation des matières premières nécessaires à la production, afin de réduire les distances parcourues par celles-ci. Approvisionnements et fabrications, l'usage de matières premières écologiques entraîne des coûts de revient importants. Cette marque produit des baskets respectueuses de l'environnement : ces chaussures sont fabriquées à partir de polyester recyclé et de caoutchouc naturel.

#### Coton
Dans le nord-est brésilien, région pauvre et semi-aride, Veja travaille au départ, selon les critères du commerce équitable, avec une coopérative de petits producteurs de coton biologique. La coopérative, avec l'aide de l'ONG locale Esplar, a mis en place un système d'agro-écologie, agriculture respectueuse de l'environnement qui n'utilise ni engrais de synthèse, ni pesticide. Le nombre de producteurs travaillant pour la marque va progresser d'année en année.
Le coton agro-écologique constitue la toile utilisée dans toutes les baskets Veja (extérieur et/ou intérieur des chaussures). En 2011, la marque a utilisé pour sa production 23 000 kilos de coton biologique.
Depuis le lancement de la marque, le nombre de fournisseurs de coton a explosé pour arriver en 2024 à 1 700.

#### Caoutchouc
Au début, Veja utilise également du caoutchouc sauvage qui provient d'une coopérative de seringueiros, des saigneurs d'hévéas, dans la forêt amazonienne, seule région au monde où les arbres à caoutchouc poussent à l'état sauvage. En deux décennies, le nombre de fournisseur de cette matière première passe à 2 500. L'emploi de ce type de caoutchouc permet de lutter contre la déforestation, par un processus de valorisation économique de la forêt. Veja travaille avec Bia Saldanha dans la région de l'Acre. Cette responsable est l'une des fondatrices du parti vert brésilien et collabore avec les seringueiros depuis plus de 15 ans.

#### Cuir
Depuis 2006, Veja a également créé plusieurs lignes de baskets en cuir de vache à l'impact écologique amoindri grâce à un tannage végétal. Qualifié dans sa communication de « cuir tanné à l'extrait d'acacia », ce cuir n'utilise pas de métaux lourds, notamment du chrome. Celui-ci est écarté des méthodes de production de cette marque, car il est traditionnellement rejeté après un traitement insuffisant dans les rivières proches des tanneries et cause des pollutions importantes des sols, des eaux et dans les villages alentour.
Pour l'instant, la non-utilisation de métaux lourds ne présume en rien des autres processus généralement très polluants de la fabrication du cuir : les émissions de sulfure d'hydrogène lors du dépoilage, les utilisations de pesticides pour la conservation du cuir pendant le transport des peaux (d'Argentine vers le Brésil), de solvants de finition et de teintures de synthèse.
En 2014, Veja propose une gamme de baskets conçue à partir de cuir de poisson.
En 2019, la marque décide de remplacer le cuir par le Cotton Worked as Leather (CWL), réalisée à partir de déchets de maïs. En 2022, 21 % de sa collection est produite en CWL.

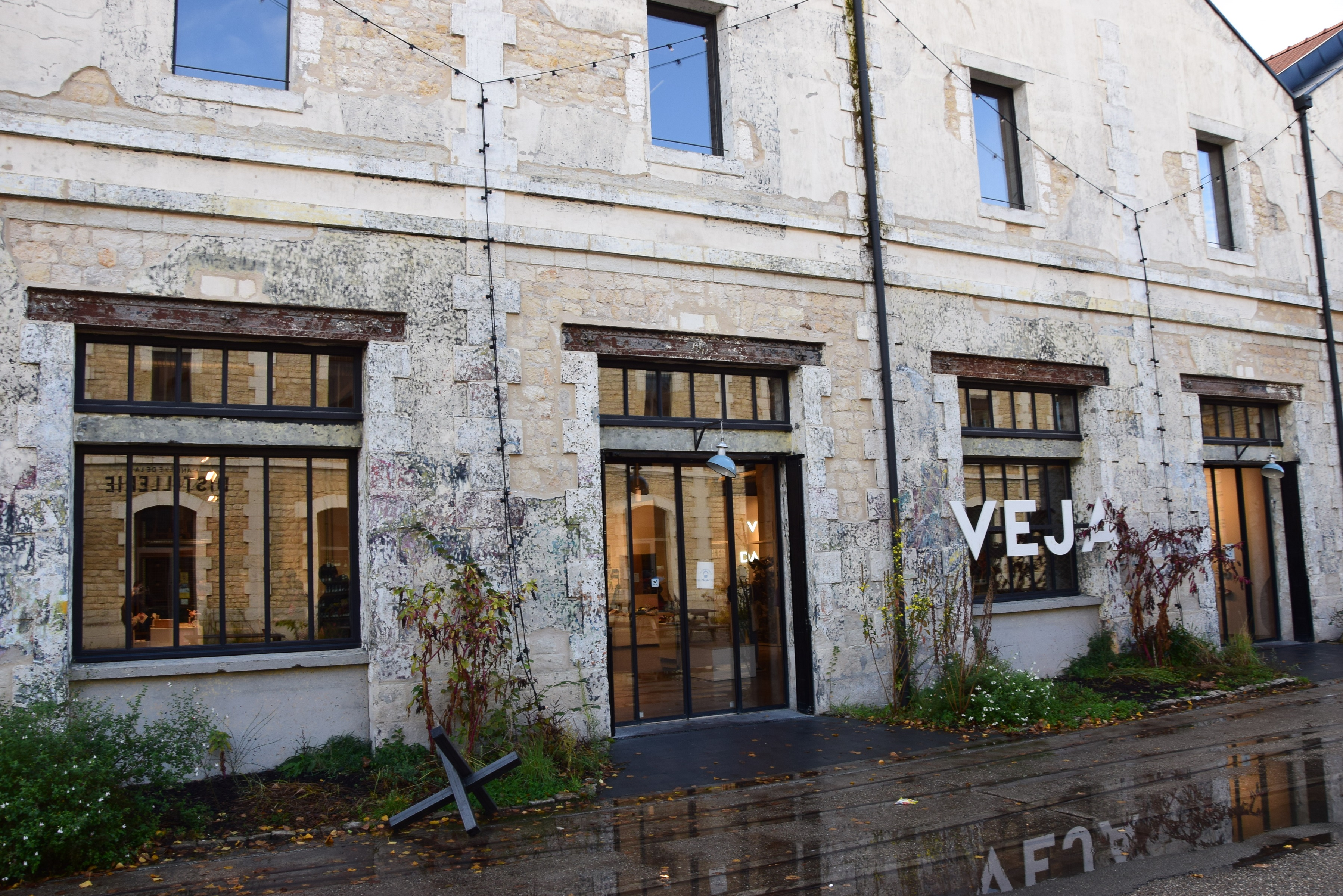
Boutique à l'espace Darwin.

### Économie Circulaire
Le 25 juin 2020 à l'espace Darwin de Bordeaux, Veja ouvre une boutique consacrée à la réparation, la rénovation et le recyclage de chaussures usagées. Par la suite, la marque cherche à créer un réseau de réparateurs dans plusieurs grandes villes du monde.

## Politique de communication
La marque Veja ne fait pas de publicité ni de sponsoring. Les ressources sont allouées uniquement à la chaîne de production des produits,, ce qui va à l'encontre des grands fabricants pour qui 70 % du prix d'une paire de baskets est consacré au marketing et à la publicité.
Le 30 juin 2009, avec le nom de « Fair », Veja organise son premier cycle de conférences « La Canalisation : La publicité pollue-t-elle l'économie ? ».